# Segona Croada
La Segona Croada (1147-1149) va ser la segona de les croades a Terra Santa. Va ser convocada pel papa Eugeni III el 1145 com a resposta a la caiguda del Comtat d'Edessa l'any anterior, escoltant les peticions d'auxili que li arribaven des dels estats croats del Llevant fundats durant la Primera Croada.
Fou la primera de les croades liderada per monarques europeus, la qual comptà amb Lluís VII de França i Conrad III d'Alemanya entre les seves files. Els exèrcits dels dos reis van marxar per separat a través d'Europa, van travessar el territori romà d'Orient, on sorgiren conflictes amb l'emperador Manuel I Comnè, i van penetrar a Anatòlia, on tots dos exèrcits foren derrotats pels turcs seljúcides. Lluís i Conrad van arribar amb les restes dels seus exèrcits a Jerusalem, on van participar en un atac desastrós contra Damasc. La Segona Croada fou un fracàs per als croats i una victòria important per als musulmans, que acabaria portant la caiguda de Jerusalem el 1187.
L'únic èxit de la croada va tenir lloc lluny del Mediterrani, quan un grup de croats flamencs, frisis, normands, anglesos, escocesos i alemanys es van aturar a Lisboa navegant cap a Terra Santa, i van ajudar els portuguesos a la captura de Lisboa el 1147.

## Caiguda d'Edessa

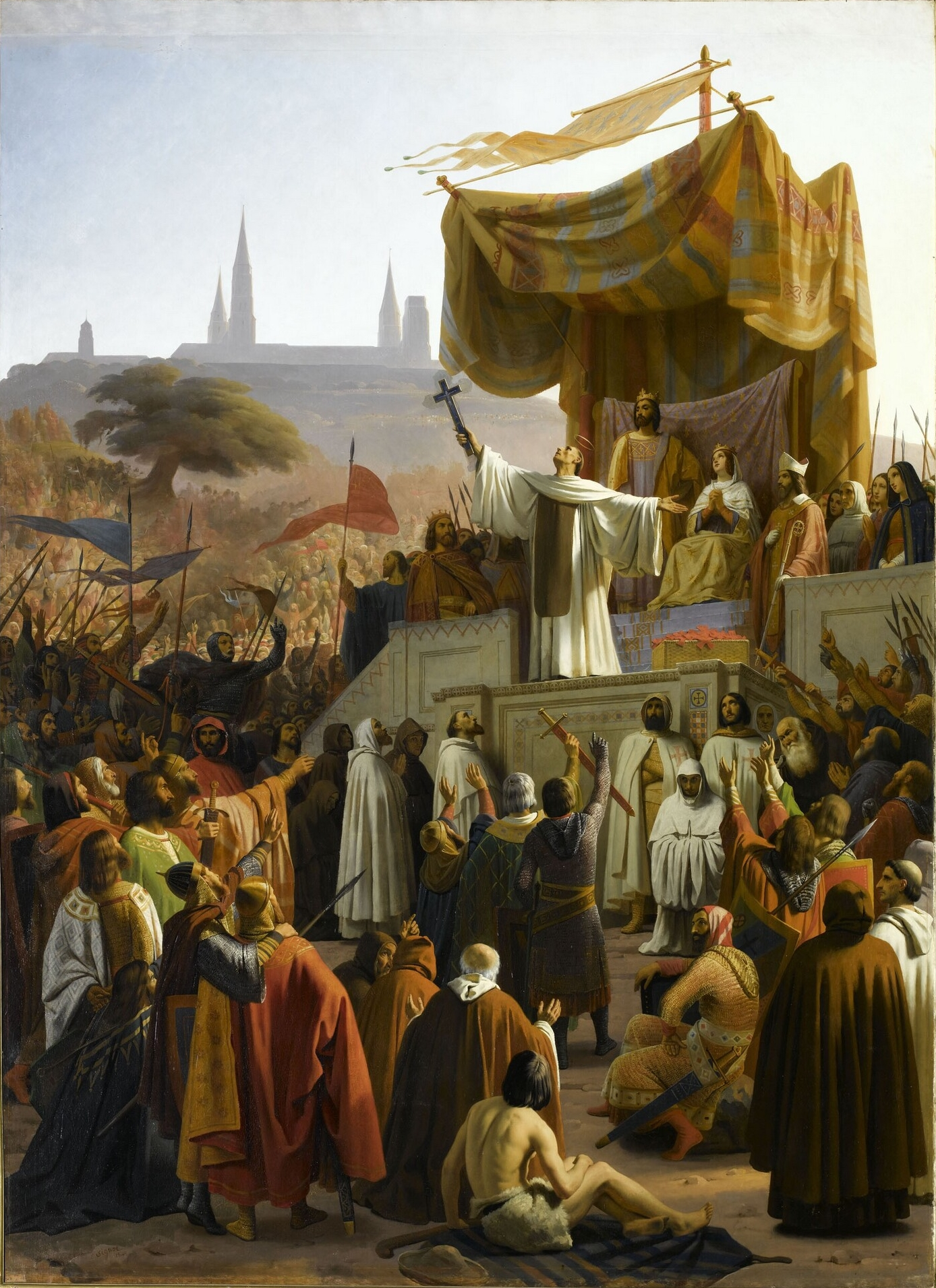
Bernat de Claravall predicant la Segona Croada

Zengi I de Mossul va prendre la ciutat d'Edessa el 24 de desembre del 1144. Era la primera victòria dels musulmans després dels seus desastres de la primera croada, i eliminava un dels quatre estats llatins (Jerusalem, Antioquia, Trípoli i Edessa).
En 1146, el Papa Eugeni III es veu obligat, a abandonar novament Roma i exiliar-se a França des d'on organitza en març a Vézelay i en desembre a Espira la una nova croada ordenant la seva predicació al seu mestre Bernat de Claravall que va aconseguir el suport del rei francès Lluís VII i de l'emperador germànic Conrad III d'Alemanya, com els comtes de Xampanya, de Tolosa, de Nevers, Surrey, Lusignan, Flandes, Savoia o Alsàcia.

## La croada passa per Portugal, Castella i Catalunya

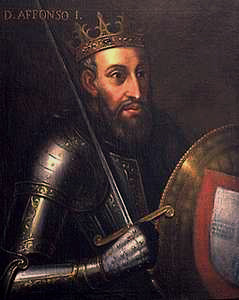
Alfons I de Portugal

A mitjans de maig del 1147 salpà una flota angloflamenca en ruta cap a Palestina; s'aturà pel juny a Porto i el bisbe els animà a ajudar el rei Alfons I de Portugal a prendre Lisboa als musulmans. Després de quatre mesos de setge, la vila caigué, i la majoria dels croats reprengueren la ruta.
El papa Eugeni III va convocar a l'ajut a Alfons VII de Castella per prendre Almeria i Ramon Berenguer IV a prendre Tortosa, que fou escoltada pels genovesos que assetjaven Maó per lluitar contra la pirateria dels musulmans de l'Emirat de Granada basats en les Balears, aliats de la República de Pisa contra Gènova des del 1137.
El Casal de Barcelona, amb la neutralitat en el conflicte d'Alfons Jordà negociada a canvi del suport barceloní per sotmetre el Comtat de Forcalquer i la participació d'Alfons en la Croada, i les perspectives genoveses de participació en la Croada d'al-Mariyya i el Setge de Turtuixa, van donar peu a la incorporació de la Senyoria dels Baus als dominis del casal de Barcelona al final de les Guerres baussenques.

## L'expedició francesa i l'alemanya
Lluís VII de França sortí de Magúncia el juny del 1147 i s'uní a les tropes alemanyes. Hi hagueren combats pels Balcans contra els romans d'Orient, i finalment arribaren l'octubre a Constantinoble, on l'emperador Manuel I Comnè els rebé amb hostilitat per l'amenaça dels sicilians que els acompanyaven, suposats croats, però que es dedicaven a atacar terres de l'imperi.
No volent mantenir la tensa situació, Conrad III d'Alemanya passà a Anatòlia i és derrotat a Dorilèon pels turcs seljúcides. La resta del seu exèrcit es va unir als francesos i Conrad va seguir per mar.
Les tropes franceses foren vençudes en la batalla del Mont Cadme, i hagueren de seguir per mar. Reunits els supervivents dels dos exèrcits a Antioquia, decidiren un atac de Damasc, malgrat que el seu emir era aliat dels llatins contra Nur-ad-Din Mahmud d'Alep. L'onze de juliol del 1148 començà el setge i durà cinc dies. Els croats abandonaren, mentre Nur ad-Din aprofità per conquerir Damasc. El rei Balduí III de Jerusalem que, després del fracàs de Damasc va començar a perdre el suport dels seus aliats, atacà Ascaló, decisió que afegiria Egipte als enemics dels croats, però en veure que els seus aliats no es presentaven com havien promés, Conrad III d'Alemanya i Lluís VII de França van tornar als seus regnes.

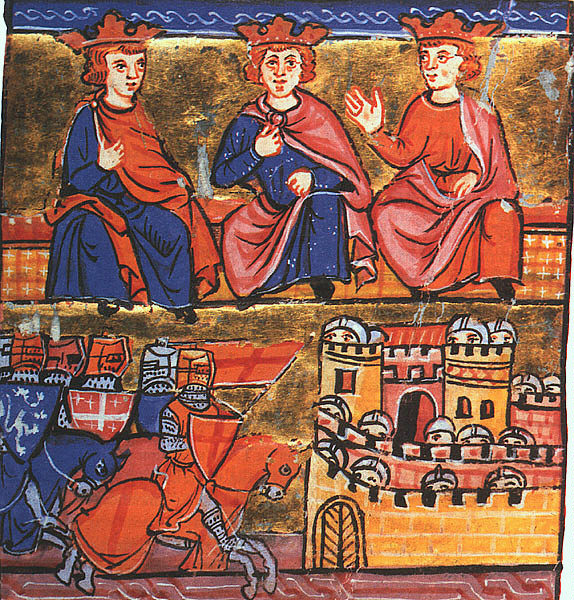
Concili de Jerusalem

## Conseqüències
La croada va acabar sense aconseguir més que fomentar la unió entre els musulmans sota el poder dels successors de Nur ad-Din.